# Tornado and Storm Research Organisation
Pour les articles homonymes, voir Toro.

La Tornado and Storm Research Organisation (TORRO) a été créée par Terence Meaden en 1974. Initialement appelée la Tornado Research Organisation, son nom fut modifié en 1982 après l'intégration de la Thunderstorm Census Organisation (TCO) après la mort du fondateur de celle-ci, Morris Bower, et de sa femme.
TORRO comprend environ 400 membres au Royaume-Uni et d'autres dans des pays étrangers, de l'amateur au météorologiste professionnel, et une équipe d'environ 30 personnes. TORRO maintient un large réseau d'observateurs volontaires à travers les Îles Britanniques et collecte et enregistre des données sur les très mauvaises situations météo.
L'organisation mène des recherches sur différents aspects des graves perturbations météorologiques dont la foudre en boule, les blizzards et les fortes chutes de neige, les orages de grêle, les impacts de foudre, les tornades, les orages, les désastres liés à la météo et les corrélations entre climat et santé. 
Les tornades au Royaume-Uni sont classées en utilisant l'échelle de TORRO (TORRO Scale ou T Scale). Elle a aussi développé une échelle d'intensité des orages de grêle.